# Хэмптон-Корт (мост)
Хэмптон-Корт (англ. Hampton Court Bridge) — мост через реку Темза в Лондоне, Англия, соединяющий с северной стороны район Хэмптон и Хэмптон-Корт и с южной стороны район Молси. Это верхний из двух автомобильных мостов на территории от Теддингтонского шлюза до шлюза Молси вниз по течению.
Этот мост — самый верхний среди всех мостов Большого Лондона.

## История

### Первый мост

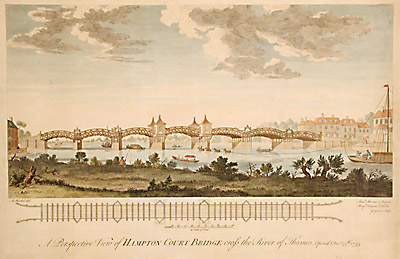
Гравюра Гриньон, Чарльз (старший), 1753 год.

В 1750 году Джеймс Кларк (англ. James Clarke) получил частный парламентский законопроект о строительстве частного моста в Хэмптон-Корт. Первый мост строился Сэмюэлем Стивенсом (англ. Samuel Stevens) и Бенджамином Людгатором (англ. Benjamin Ludgator) с 1752 по 1753 год и был открыт 13 декабря того же года. Он имела семь деревянных арок и была построена с использованием популярного в то время декоративным узором Уиллоу выполненным в стиле шинуазри, о чем свидетельствуют две гравюры, выполненные в год его открытия и год спустя.

### Второй мост
Этот мост был заменен более прочным 11-арочным деревянным мостом в 1778 году. К 1840 году этот мост обветшал, и его владелец обратился в Корпорацию лондонского Сити с просьбой о содействии в реконструкции. Мост характеризовался как «ветхий, неудобный и мешающий судоходному плаванию по реке». 

### Третий мост

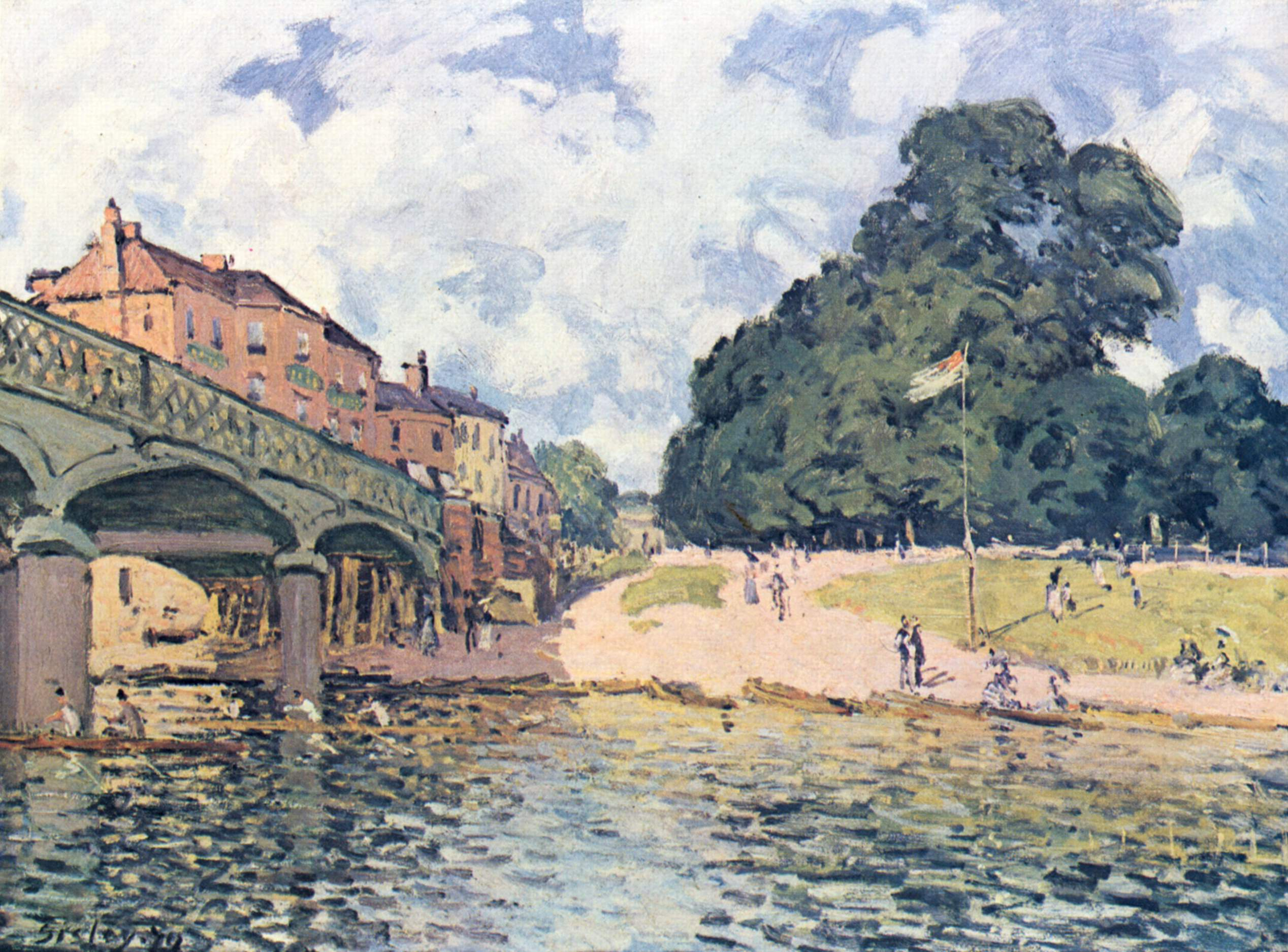
Третий железный мост (1874, Альфред Сислей)

С 1864 по 1865 год на месте третьего моста велось строительство. Окончательно мост был открыт 10 апреля 1865 года. Он был построен по проекту И. Т. Мюррея (англ. E. T. Murray) и по заказу владельца моста Томаса Аллана (англ. Thomas Allan). Новый мост состоял из решётчатых балок из сварочного железа, опирающихся на четыре чугунные колонны. 
Дизайн моста критиковался. К примеру, исторический справочник «История графства Виктория» описал дизайн моста просто как «нехудожественный». Другой критик назвал мост «одним из самых уродливейших мостов в Англии, вопиющим бельмом на глазу, которое уродует как и реку, так и Хэмптон-Корт».
Несмотря на критику, мост оказался для Аллана прибыльным проектом: пассивный доход составил более 3000 фунтов стерлингов в год, пока мост не был выкуплен в 1876 году за 48 048 фунтов стерлингов совместным комитетом местных советов Хэмптона и Молси и Корпорацией лондонского Сити.

## Современный мост

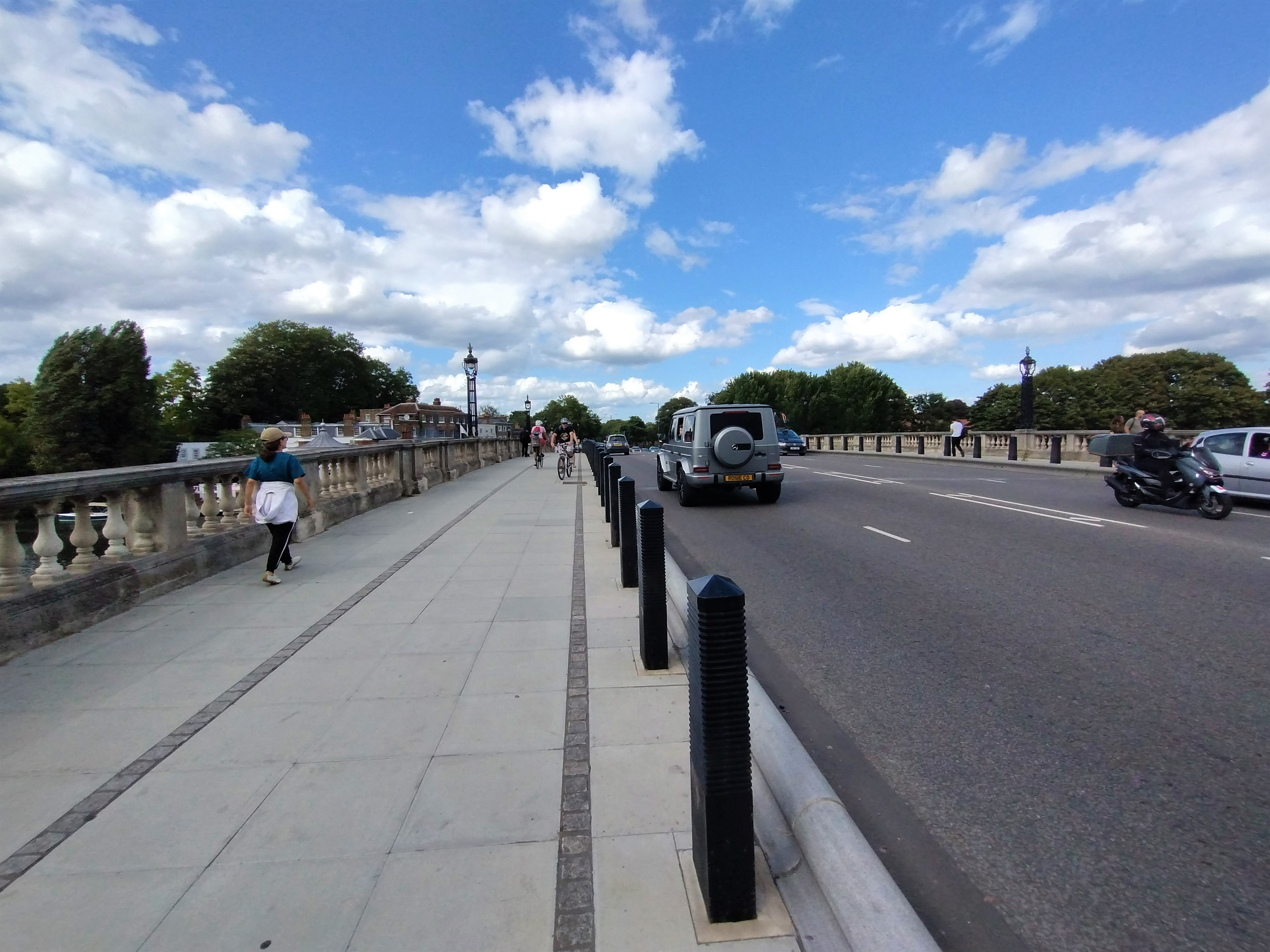
Современный мост Хэмптон, август 2023

Современный мост — четвёртый по счёту. Мост имеет три широкие арки, рассчитан на достаточно интенсивное автомобильное движение и построен из железобетона, облицован красным кирпичом и белым портлендским камнем.
Он был спроектирован инженером графства Суррей У. П. Робинсоном и архитектором сэром Эдвином Лаченсом, отражая стиль дворца Хэмптон-Корт, спроектированного сэром Кристофером Реном. Новый мост был построен на небольшом расстоянии вниз по течению от старого, который позднее был снесён.
Строительство началось в сентябре 1930 года. Работа потребовала сноса небольшой гостиницы к югу. Мост был открыт принцем Уэльским (ставшим королем Эдуардом VIII) 3 июля 1933 года, в тот же день, когда были открыты Чизикский и Туикнемский мосты, по которым пролегала дорога A316.